# PRINCE2
PRINCE2 (zkratka vzniklá z PRojects IN Controlled Environments 2nd Version) je metodika pro projektové řízení pocházející původně z Anglie. Její struktura je dána čtyřmi základními elementy: principy, témata, procesy a přizpůsobením metodiky prostředí projektu

## Historie
Jde o metodiku původně vytvořenou pro státní správu a zaměřenou na projekty v oblasti informačních technologií. Následně po tom co se osvědčila byla převzata do komerční sféry a rozšířena na projektové řízení obecně. Evropská komise doporučuje PRINCE2 jako jednu z metod projektového řízení pro projekty podporované z prostředků Evropské unie.
Metodika s názvem PRINCE byla vyvinuta na základě starší metodiky PROMPT II. Od roku 1996 byla přejmenována na PRINCE2. Jejím vlastníkem je v současnosti (2017) AXELOS, společný podnik britské vlády (Cabinet Office) a soukromého investora, kterým je společnost Capita. Aktuální verze PRINCE2 je z roku 2017.

## Pojetí projektového řízení podle PRINCE2
Základní a oficiální knihou, která popisuje metodiku PRINCE2, je kniha Managing Successful Projects With PRINCE2, dostupná v angličtině a dalších světových jazycích (ne v češtině). V kvalitním českém překladu jsou dostupné tyto knihy o PRINCE2: PRINCE2 Précis a Řízení malých projektů podle PRINCE2.

### Principy
- Neustálé zdůvodnění projektu
- Jasně definované role a odpovědnosti
- Zaměření na produkty
- Řízení po etapách
- Řízení na základě výjimek
- Učení se ze zkušeností
- Přizpůsobování metody PRINCE2 prostředí projektu

### Témata
- Zdůvodnění projektu (business case)
- Organizace
- Kvalita
- Plány
- Riziko
- Změna
- Progres

### Procesy
- Zahájení projektu (předprojektová příprava)
- Nastavení (iniciace) projektu
- Směřování (strategické řízení) projektu
- Kontrola (řízení) etapy
- Řízení dodávky produktu
- Řízení přechodu mezi etapami
- Ukončení projektu

## Srovnání s jinými standardy
PRINCE2 je deklarována jako metodika projektového řízení. Jedná se o jeden z globálních certifikačních standardů projektového managementu. V České republice patří spolu s PMI a IPMA k trojici nejvíce rozšířených certifikačích standardů v této oblasti.
Rozdíl u metodiky PRINCE2 spočívá i v používané terminologii, která byla volena u PRINCE2 podle prostředí státní správy a v některých pojmech se tedy liší od výšeuvedených standardů.

### Časové omezení platnosti certifikace
Základní úroveň PRINCE2 Foundation platí doživotně, což zatím (2018) žádná z ostatních výše uvedených certifikací nenabízí. Pro vyšší úroveň - Practitioner platí podobné zásady jako pro ostatní certifikace, tedy že certifikaci je nutno po určitém čase obhájit prostřednictvím recertifikace nebo sbíráním bodů osobního rozvoje (CPD points).

## Certifikace podle PRINCE2
Metodika PRINCE2 nabízí (stav 2018) dva certifikáty . Na základní úroveň Foundation navazuje úroveň Practitioner. Samostatně stojí certifikace PRINCE2 Agile. Ta má také dvě úrovně - Foundation a Practitioner. Certifikace PRINCE2 Agile vyžaduje předtím složit certifikační zkoušku PRINCE2 Foundation.
Od 1.1.2018 má od vlastníka PRINCE2 výlučné právo vykonávat certifikační zkoušky PRINCE2 společnost PeopleCert. PeopleCert a jeho prostřednictvím AXELOS má v České republice několik partnerů poskytujících certifikační kurzy PRINCE2 a zabezpečujíci certifikaci. Certifikaci podle staré verze PRINCE2 - 2009 je možné absolvovat v češtině. Certifikace podle nové verze PRINCE2 - 2017 i certifikace PRINCE2 Agile je zatím dostupná jen v angličtině.